# Vajszló
Vajszló (kroatisch Vajslovo) ist eine ungarische Großgemeinde im Kreis Sellye im Komitat Baranya.

## Geografische Lage
Vajszló liegt ungefähr zehn Kilometer östlich der Kreisstadt Sellye und zehn Kilometer nördlich der Grenze zu Kroatien. Nachbargemeinden sind Baranyahídvég, Nagycsány, Lúzsok, Páprád, Hirics und Vejti.

## Geschichte
Im Jahr 1913 gab es in der damaligen Kleingemeinde 265 Häuser und 1373 Einwohner auf einer Fläche von 3083 Katastraljochen. Sie gehörte zu dieser Zeit zum Bezirk Siklós im Komitat Baranya.

## Gemeindepartnerschaft
- Podravska Moslavina, Kroatien

## Sehenswürdigkeiten
- 1848er-Denkmal
- János-Kodolányi-Gedächtnismuseum (Kodolányi János Emlékmúzeum)
- Kruzifix aus dem Jahr 1852
- Reformierte Kirche, erbaut 1781–1785 im Zopfstil
- Römisch-katholische Kirche Nagyboldogasszony, erbaut 1776 im barocken Stil
- Weltkriegsdenkmal

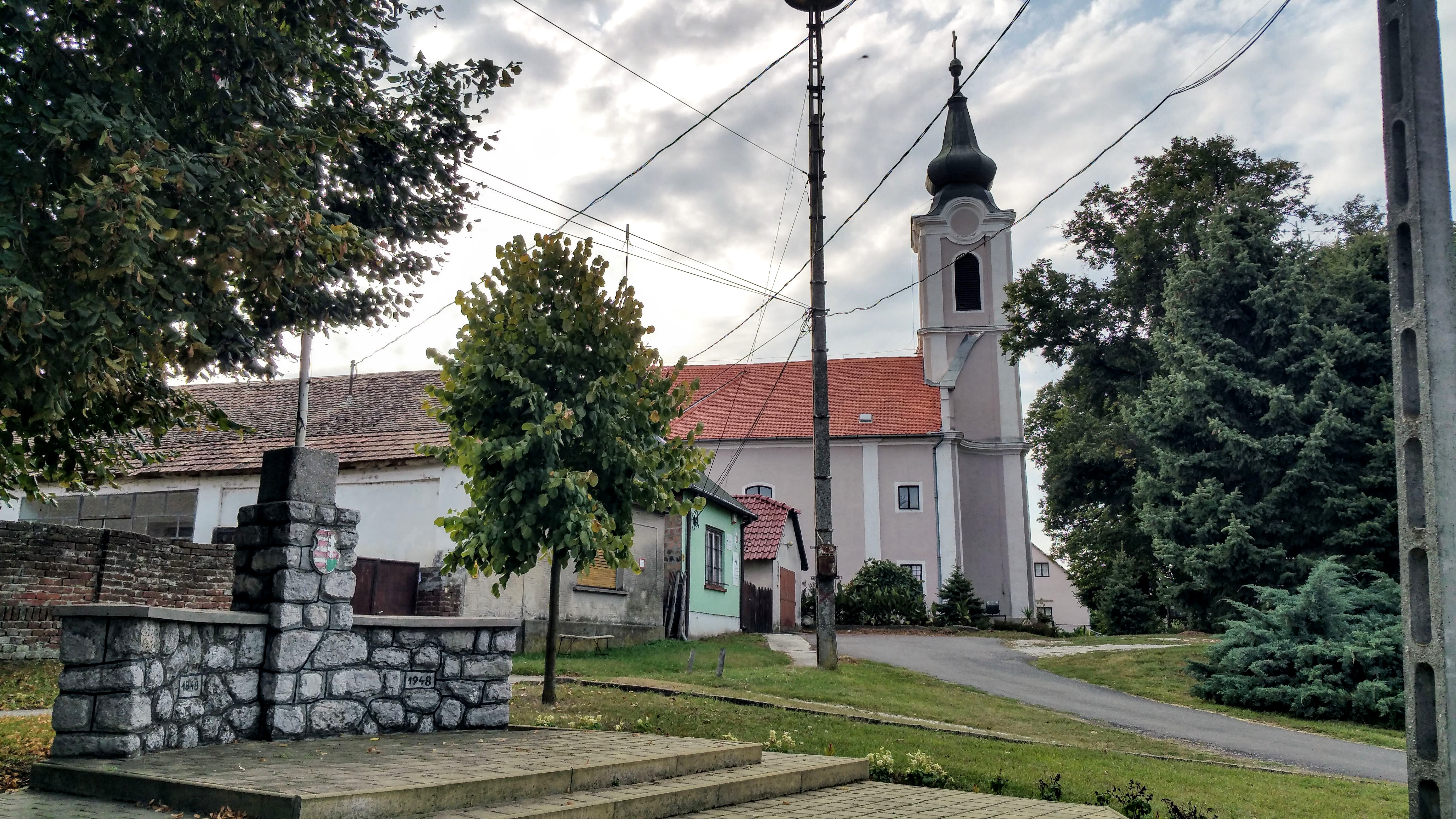
Röm.-kath. Kirche Nagyboldogasszony
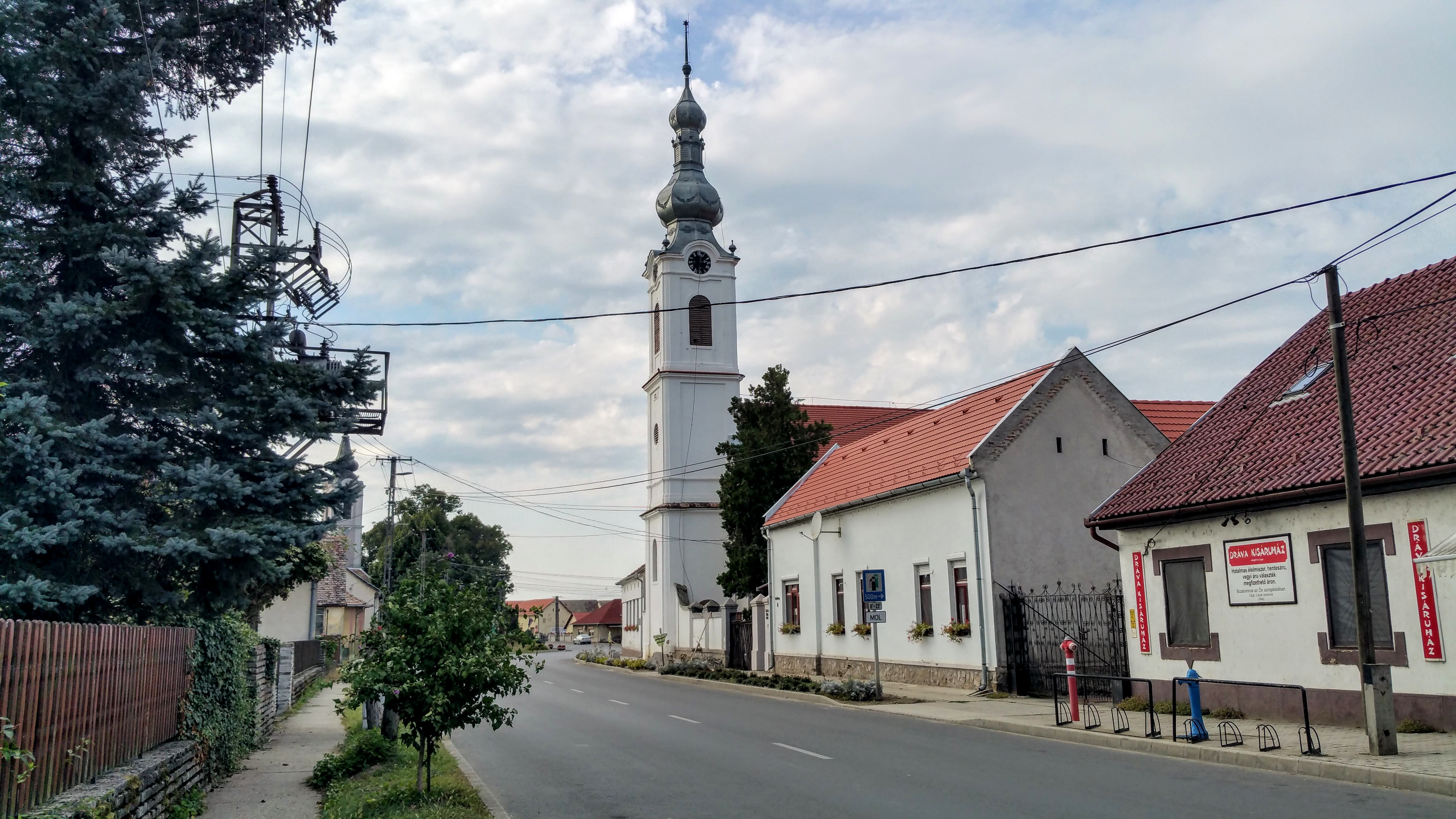
Reformierte Kirche
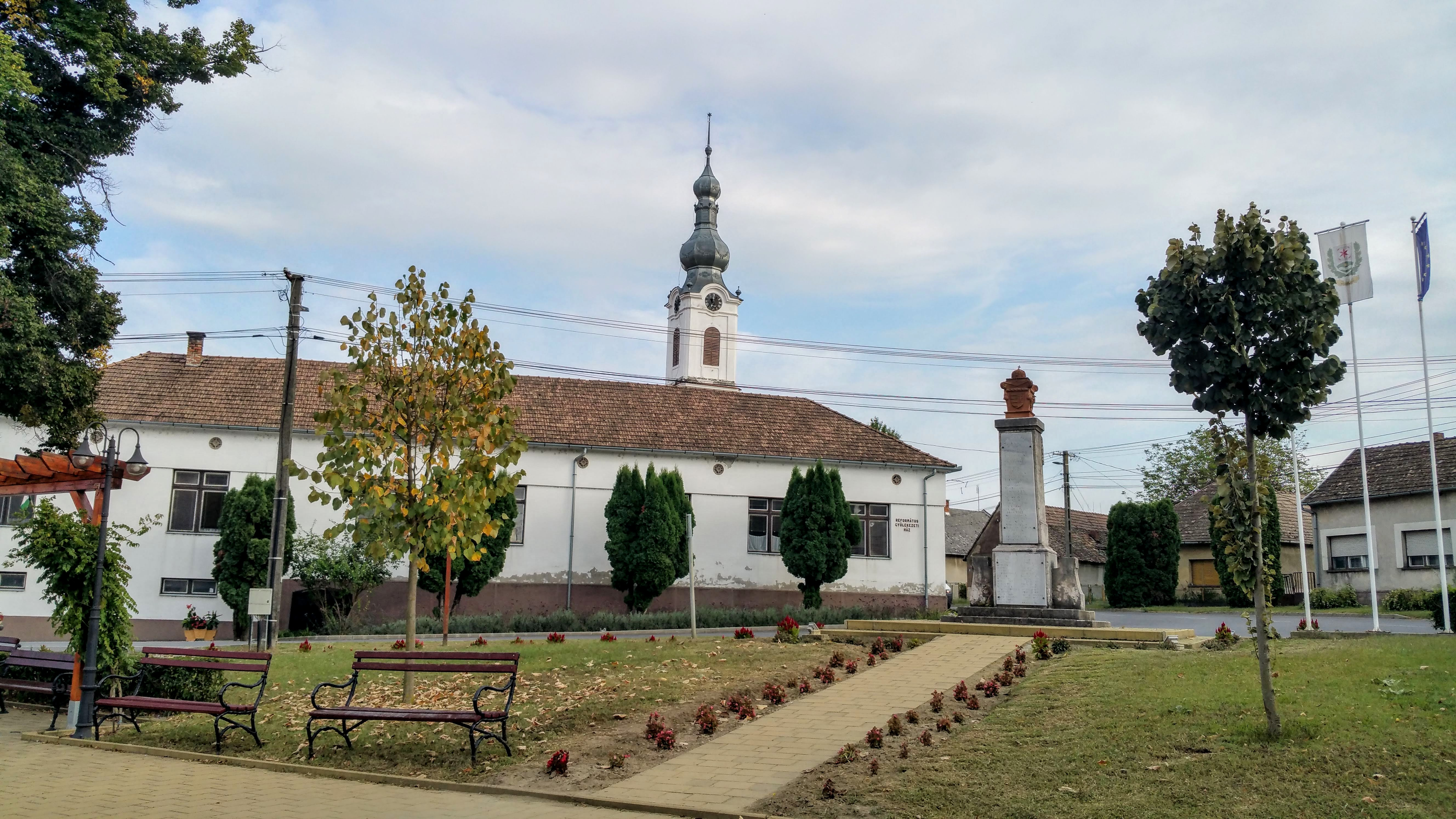
Blick auf das Weltkriegsdenkmal
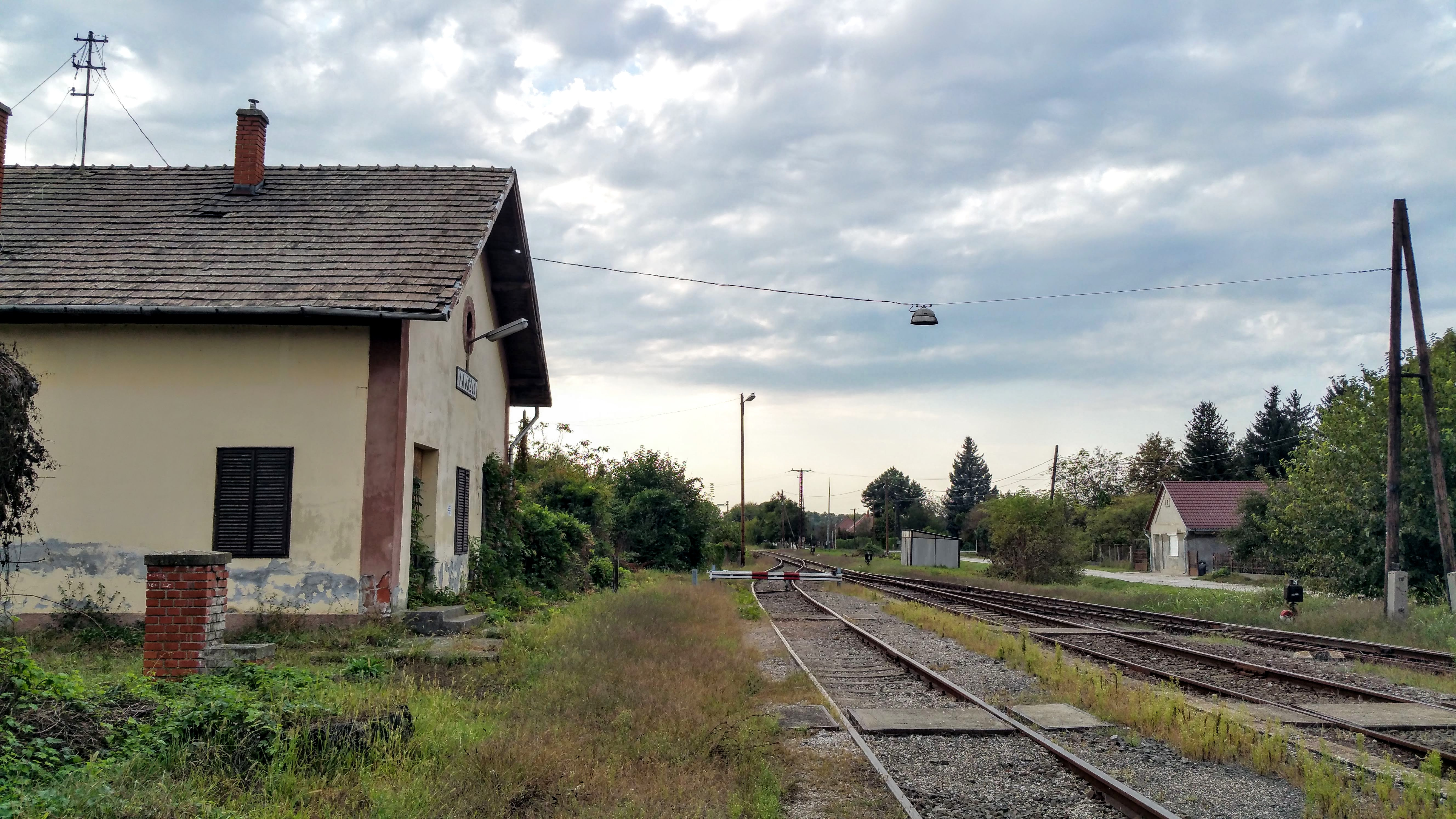
Ehemaliges Bahnhofsgebäude

## Verkehr
In Vajszló treffen die Landstraßen Nr. 5801, Nr. 5804, Nr. 5821 und Nr. 5823 aufeinander. Es bestehen Busverbindungen nach Sellye sowie in alle benachbarten Orte. In der Großgemeinde gibt es einen Bahnhof, jedoch wurde der Personenverkehr auf der Strecke Sellye–Villány im Jahr 2007 eingestellt.